# Arces-Dilo
Arces-Dilo är en kommun i departementet Yonne i regionen Bourgogne-Franche-Comté i norra Frankrike. Kommunen ligger i kantonen Cerisiers som tillhör arrondissementet Sens. År 2022 hade Arces-Dilo 612 invånare.

## Befolkningsutveckling
Antalet invånare i kommunen Arces-Dilo
| Referens: INSEE |